# Victoria Almeida
Victoria Almeida es una actriz argentina que participó en obras de teatro, películas, y series de Argentina.

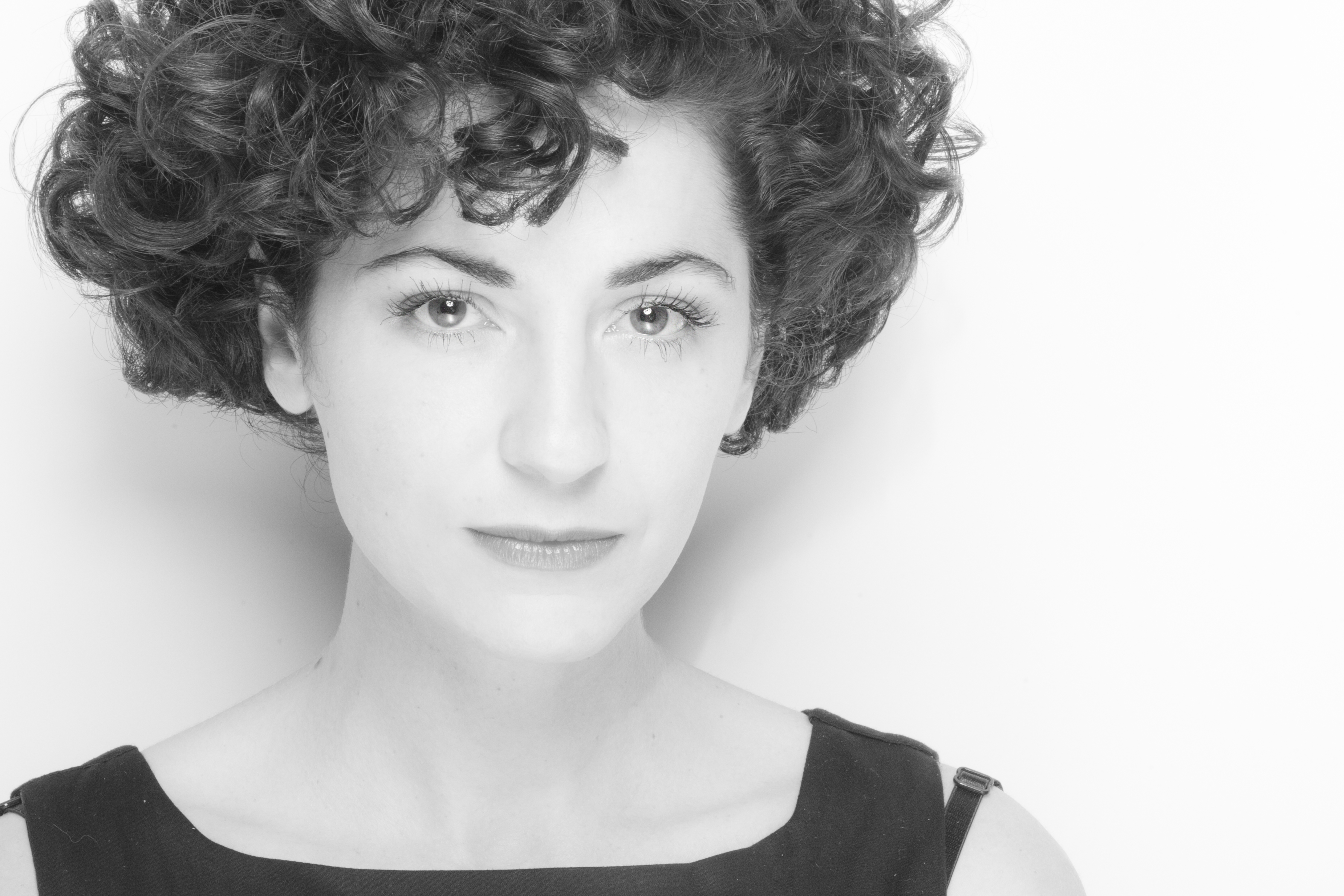

## Biografía
[cita requerida]
Oriunda de la ciudad de La Plata, la actriz empezó su formación en talleres teatrales de actuación y clown a los 14 años en su ciudad natal. A los 18 años ingresó a artes dramáticas en el IUNA (Instituto Universitario Nacional de Artes). Luego, tomó talleres con maestros como Helena Tritek, George Lewis (Seattle), Ariane Mnouchkine (París), Claudio Tolcachir, Daniel Casablanca, Enrique Federman, Francisco Lumerman, entre otros. Amplió su formación con disciplinas como canto, danza, composición escénica, técnica vocal, clown, bufón, improvisación, comedia física y dramaturgia. Recibió una beca del Fondo Nacional de las Artes.

## Trayectoria

### Televisión
- 2025: Atrapados (Netflix)
- 2021-2023: El reino (Netflix)
- 2018: Bichos raros (TVN / TV Pública)
- 2016: Educando a Nina (Telefé)
- 2015-2016: El asesor (360TV)
- 2015: Historia de un clan (Telefé)
- 2013: Los vecinos en guerra (Telefé)
- 2013: Historias de corazón (Telefé)
- 2012: El hombre de tu vida (Telefé)
- 2012: Amores de historia (Canal 9)
- 2012: Lobo (El Trece)
- 2010: El globo por el globo (Pakapaka)
- 2010: Cineclub Pakapaka (Pakapaka)
- 2010: Noti Pakapaka (Pakapaka)
- 2009: Inventia (Encuentro / Canal 9)

### Cine
- 2023: La burbuja, de Miguel Ángel Roca
- 2022: El último hereje, de Daniel de la Vega
- 2017: Joel, de Carlos Sorín
- 2012: Días de Pesca de Carlos Sorin
- 2012: La Corporación de Fabián Forte & Cinemagroup
- 2011: El Desierto de Christoph Behl & Subterranea films
- 2011: Juan y Eva de Paula De Luque
- 2010: 7 Mares de Marcelo Sánchez
- 2010: Maldito Sean de Fabián Forte y Demian Rugna
- 2008: La última mirada de Víctor Jorge Ruíz & Cinemagroup

### Teatro
- 2023 Mi madre, mi novia y yo 2.ª temporada. Paseo la Plaza
- 2022 Como una perra en un descampado. Dirección Corina Fiorillo. Teatro El extranjero.
- 2022 Alicia por el momento. Dirección. Maruja Bustamante. Teatro Timbre 4
- 2022 • Mi madre, mi novia y yo. Dirección Diego Reinhold, Paseo La Plaza.
- 2021 Esto no está pasando. Dirección Eva Halac. ( Streaming) Complejo Teatral Buenos Aires.
- 2019 ¿Qué hacemos con Walter? Dirección Juan José Campanella. Multiteatro
- 2018 ¿Qué hacemos con Walter? Dirección Juan José Campanella. Multiteatro
- 2016 Animales Nocturnos. Dirección Corina Fiorillo. Teatro Margarita Xirgú.
- 2015, 2016 Tribus. Dirección. Claudio Tolcachir. Paseo la Plaza.
- 2015 Los Días Después. Camarín de las Musas. Autora y Directora
- 2014 Vacaciones en la Oscuridad. Paseo la Plaza. Ana Frenkel.
- 2013 Los Elegidos. Dirección Daniel Veronese
- 2012: Las Criadas (Dir. Ziro Zorzoli)
- 2012: En el cuarto de al lado (Dir. Elena Tritek)
- 2011: Espejos Circulares (Paseo la plaza. Javier Daulte)
- 2010: El Dibuk (Teatro San Martín. Jacobo Kauffman)
- 2010: El amante del amor (Patio de Actores. Helena Tritek)
- 2009/10: La última vez (que me tiré del precipicio) (Teatro El Piccolino. Mario Marino)
- 2009: Mal de Mar (Teatro La Galera. George Lewis)
- 2008: El amo del mundo (semi montado) (Teatro Cervantes. Rubén Ballester)
- 2008: Las del barranco (semi montado) (Teatro Maipo. Marcelo Moncartz)
- 2008: Cielo rojo (Timbre 4. Helena Tritek)
- 2008: Le Voltage du Pashash (El Túnel. Ñata Voltage banda de clown)
- 2007/08: El trompo metálico (Teatro del Pueblo y C.C.R.Rojas. Heidi Steinhardt)
- 2007: El Árbol de la Gloria (C.C.R.Rojas. Helena Tritek)
- 2007: Muñekotes (Lola Membrives. Sebastián Pajoni)
- 2006: El Mago Cinta-Lento (República de los niños. Creación y dirección propia)
- 2006: El Príncipe Encantado de conocer a la princesa (República de los niños. Creación y dirección propia)
- 2006: Hansel y Gretel están perdidos (República de los niños. Creación y dirección propia)
- 2005: El juicio a Pinocho (República de los niños. Creación y dirección propia)
- 2005: Súper Crisol (Teatro Alvear. Javier Rama)
- 2005: Antígona (Fray Mocho. Mariano Taccagni)
- 2004: Club Casino (Teatro Metropólitan. Rodolfo Carnevale)
- 2004: Neutrino C.C. (Recoleta. Enrique Federman)
- 2004: Hola Dolly, Soy Betty (Teatro Santamaría. Sebastián Terragni)
- 2004: Salomé (Teatro Santamaría. Sergio Perla)
- 2003: Zorba el griego (Teatro Nacional. Helena Tritek)
- 2002: La Sirenita (Auditorio Museo del Mar. Gustavo Bernal)
- 2001: Narciso (Auditorio del Pilar. Mariano Taccagni)
- 2000: El Testigo (Teatro Avenida. Ariel B. Peralta)
- 2000: Neuróticos L Teatro La Nona (Neuróticos L Teatro La Nona)
- 1998: La Isla Desierta Espacio Arte Vivo (La Plata - Alicia Diciacio)

## Premios y nominaciones
| Año  | Premio                                   | Categoría                                       | Resultado |
| ---- | ---------------------------------------- | ----------------------------------------------- | --------- |
| 2023 | Festival Bars                            | Mención especial por su amplitud interpretativa | Mención   |
| 2022 | Premios ACE                              | Mejor actriz de teatro alternativo              | Nominada  |
| 2017 | Premios Florencio Sánchez                | Mejor actriz de reparto                         | Nominada  |
| 2014 | Festival Bars, competencia internacional | mejor actriz                                    | Ganadora  |
| 2013 | Nightmare film fest, Italia              | Mejor actriz                                    | Ganadora  |
| 2012 | Premio Atrevidas                         | Actriz                                          | Mención   |
| 2012 | Premios ACE                              | Actriz de reparto                               | Nominada  |
| 2011 | Premios ACE                              | Actriz de reparto en comedia                    | Ganadora  |
| 2010 | Premios ACE                              | Mejor actriz                                    | Nominada  |
| 2010 | Premios Teatro del mundo                 | Mejor actriz                                    | Mención   |
| 2010 | Premios Teatro del mundo                 | Intérprete musical                              | Mención   |
| 2008 | Premios ACE                              | Revelación                                      | Nominada  |
| 2008 | Premios Trinidad Guevara                 | Revelación                                      | Nominada  |
| 2007 | Premios María Guerrero                   | Estímulo                                        | Mención   |
| 2007 | Premios Teatro del Mundo                 | Mejor actriz                                    | Mención   |